# Acinonyx jubatus hecki
Guépard d'Afrique du Nord-Ouest
Espèce
Sous-espèce
Statut CITES
Statut de conservation UICN

 CR A2acd; C1 : 
En danger critique
Le guépard d'Afrique du Nord-Ouest (Acinonyx jubatus hecki), également connu sous le nom de « guépard du Sahara » ou « guépard saharien », est un sous-espèce de guépard originaire du désert du Sahara et du Sahel. Il est répertorié comme étant en danger critique d'extinction sur la liste rouge de l'UICN. En 2008, la population totale est soupçonnée de compter moins de 250 individus matures, avec un déclin continu, et aucune sous-population ne compte plus de 50 individus adultes. En 2020, un individu a été filmé dans les régions du Hoggar et en avril 2025 un autre a été filmé dans le nord de Tamanrasset.[réf. souhaitée]
Le guépard d'Afrique du Nord-Ouest a été décrit par le zoologiste allemand Max Hilzheimer en 1913 sous le nom scientifique Acinonyx hecki et sur la base d'un spécimen provenant du Sénégal.

## Dénominations et étymologie
En berbère saharien, en touareg, le guépard du Sahara est appelé amayas, nom d'agent du verbe ayes « aller à pas feutrés ». Il peut aussi être appelé amayas n Tenere, littéralement « guépard du Sahara ».

## Taxonomie
Felis jubata senegalensis a été décrit par Henri Marie Ducrotay de Blainville en 1843 à partir d'un guépard du Sénégal. Comme ce nom était inadapté, il est considéré comme étant un synonyme de A. j. hecki,.
Acinonyx hecki était le nom scientifique proposé par Max Hilzheimer en 1913, donné à partir d'un guépard tenu captif dans le jardin zoologique de Berlin, et originaire du Sénégal.

## Caractéristiques
Le guépard du nord-ouest de l'Afrique est très différent des autres guépards africains par son apparence. Son pelage est plus court et presque blanc, avec des taches qui passent du noir sur la colonne vertébrale au brun clair sur les pattes. Son visage ne présente que peu ou pas de taches, et les bandes lacrymales (bandes sombres allant du canthus médian de chaque œil sur le côté du museau jusqu'au coin de la bouche) sont souvent absentes. La forme du corps est essentiellement la même que celle du guépard subsaharien, sauf qu'elle est un peu plus petite.

## Distribution et habitat

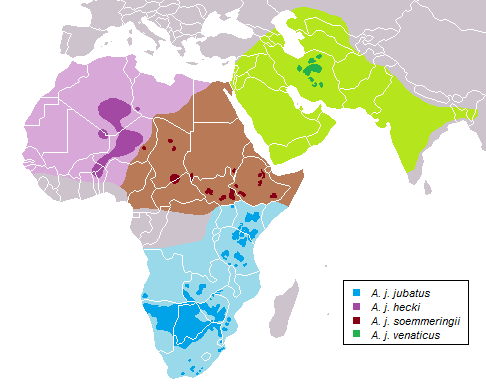
Présence historique
Présence actuelle

Ce guépard s'étend dans l'ouest et le centre du Sahara et au Sahel en petites populations fragmentées. Sur la base des données de 2007 à 2012, la population de guépards en Afrique de l'Ouest, centrale et du Nord a été estimée à 457 individus sur une superficie de 1 037 322 km2 (400 512,2637782 mi2)  , dont 238 guépards en République centrafricaine et au Tchad, 191 guépards en Algérie et au Mali, et 25 guépards dans un complexe d'aires protégées transfrontalières W, Arli et Pendjari au Bénin, au Burkina Faso et au Niger.
Au Niger, les populations sont présentes dans les régions du Nord du pays, dans le désert du Ténéré et dans la région de savane méridionale du parc national du W. Les records au Togo datent des années 1970. On pense que le guépard saharien est éteint au niveau régional au Maroc, au Sahara occidental, au Sénégal, en Guinée, en Guinée-Bissau, en Sierra Leone, en Côte d'Ivoire et au Ghana .
Au Mali, des guépards ont été aperçus dans l' Adrar des Ifoghas et dans la région de Kidal dans les années 1990. En 2010, un guépard a été photographié dans le massif du Termit au Niger par un piège photographique.
Aucun guépard n'a été signalé dans la province du Nord, au Cameroun, lors d'une enquête menée entre janvier 2008 et mai 2010.
Entre août 2008 et novembre 2010, quatre individus ont été enregistrés par des pièges photographiques dans le parc national d'Ahaggar situé dans le centre sud de l'Algérie. Un seul guépard a de nouveau été filmé et photographié par des naturalistes algériens en 2020 dans le même parc du champ volcanique d'Atakor dont les sommets approchent une hauteur de 3 000 mètres (9 842,5197 pi).
L'espèce a disparu en Libye à la suite de l'intense braconnage pratiqué après la chute du régime de  Mouammar Kadhafi.
| Pays                      | Nombre |
| ------------------------- | ------ |
| République centrafricaine | 157    |
| Tchad                     | 118    |
| Algérie                   | 87     |
| Mali                      | 53     |
| Niger                     | 19     |
| Bénin                     | 13     |
| Burkina Faso              | 7      |
| Maroc                     | 4      |
| Égypte                    | 2      |
| Libye                     | 2      |

## Comportement et écologie
Dans le désert du Sahara, la température diurne dépasse 40 °C, l'eau est rare et les précipitations irrégulières. Deux études par piégeage photographique dans le massif de l'Ahaggar ont révélé que les guépards de cette région présentent plusieurs adaptations comportementales à ce climat rigoureux : ils sont principalement nocturnes et actifs entre le coucher du soleil et les premières heures du matin ; ils parcourent de plus grandes distances et se présentent en plus faible densité que les guépards vivant dans les savanes.
Les principales proies du guépard d'Afrique du Nord-Ouest sont les antilopes qui se sont adaptées à un environnement aride, comme l'addax, la gazelle Dorcas, la gazelle rhim et la gazelle dama . Il se nourrit également de petits mammifères tels que les lièvres. Les guépards peuvent subsister sans accès direct à l'eau, obtenant indirectement de l'eau du sang de leurs proies.